# Houstonia sharpii
Houstonia sharpii är en måreväxtart som beskrevs av Edward Everett Terrell. Houstonia sharpii ingår i släktet Houstonia och familjen måreväxter. Inga underarter finns listade i Catalogue of Life.